# Конвой № 3115
Конвой № 3115 — японський конвой часів Другої світової війни, проведення якого відбувалось у листопаді 1943 року.
Пунктом призначення конвою був атол Трук (Чуук) у центральній частині Каролінських островів, де ще до війни створили потужну базу японського ВМФ, з якої до лютого 1944 року провадились операції у цілому ряді архіпелагів. Вихідним пунктом став розташований у Токійській затоці порт Йокосука (саме звідси традиційно вирушала більшість конвоїв на Трук).
До складу конвою увійшли переобладнана плавуча база підводних човнів «Хейан-Мару», флотське судно-рефрижератор «Ірако» та транспорт «Кейо-Мару» (Keiyo Maru). Охорону забезпечували есмінець «Юкікадзе» та кайбокан (фрегат) «Окі».
Загін, маршрут якого пролягав через кілька традиційних районів патрулювання американських підводних човнів, вийшов із порту 14 листопада 1943 року. 19 листопада американська субмарина USS Dace здійснила безуспішну торпедну атаку по «Хейан-Мару», при цьому одна з торпед пройшла неподалік від носа «Окі». Проведена останнім контратака глибинними бомбами також не дала результатів.
Більше інцидентів під час переходу не сталось і 23 листопада 1943 року конвой успішно прибув на Трук.